# Pa' luego es tarde
Pa' luego es tarde es el séptimo álbum de estudio de la cantante mexicana Yuridia, lanzado el 20 de octubre de 2022 a través de Sony Music Entertainment México. Es su primer álbum de estudio desde su álbum 6 (2015) y el primero de música regional mexicana, el álbum fue producido por Edén Muñoz y contó con colaboraciones con la Banda MS, Ángela Aguilar y el mismo Muñoz.

## Antecedentes y recibimiento
Pa' luego es tarde se caracteriza por un estilo netamente regional mexicano por parte de Yuridia, donde hay una variedad de ritmos entre mariachi, ranchera y corrido. Fue promocionado con los sencillos «Y tú ¿Qué ganas?», «¿Con qué se pega un corazón?», «Me haces tanto bien», «¿Y qué tal si funciona?» y «Qué agonía» con Ángela Aguilar. En los Estados Unidos debutó en el puesto 7 de Regional Mexican Albums, y en el puesto 39 del Top Latin Albums de Billboard.
«¿Con qué se pega un corazón?» y «Me haces tanto bien» fueron certificados oro, mientras que «¿Y qué tal si funciona?» fue certificado platino por la Asociación Mexicana de Productores de Fonogramas y Videogramas en México,«Qué agonía» fue certificado doble platino+oro por la misma asociación, y doble platino (latino) en los Estados Unidos por la Recording Industry Association of America, la tercera certificación de Yuridia y la segunda de Aguilar en dicho país. Así mismo alcanzó el número uno en Mexico Songs, el número 17 en el Hot Latin Songs y número 8 en el Bubbling Under Hot 100 Singles de Billboard, también alcanzó el puesto 95 en la Billboard Global 200, siendo la primera entrada para Yuridia y la segunda para Aguilar después de «Dime cómo quieres» de 2020, también fue la quinta canción por un artista mexicano en entrar a dicha lista.

## Lista de canciones
| N.º | Título                                   | Duración |  |
| 1.  | «Alma enamorada»                         | 2:55     |  |
| 2.  | «Y tú ¿Qué ganas?»                       | 2:58     |  |
| 3.  | «¿Con qué se pega un corazón?»           | 3:48     |  |
| 4.  | «¿Y qué tal si funciona?» (con Banda MS) | 3:05     |  |
| 5.  | «Te dejo»                                | 3:05     |  |
| 6.  | «Empieza a preocuparte»                  | 3:28     |  |
| 7.  | «Me hace tanto bien» (con Eden Muñoz)    | 3:51     |  |
| 8.  | «Si no piensas cambiar»                  | 4:17     |  |
| 9.  | «Brujería»                               | 2:01     |  |
| 10. | «Qué agonía» (con Angela Aguilar)        | 2:32     |  |
| 11. | «Aquí ya nadie te extraña»               | 3:27     |  |
| 12. | «No son horas»                           | 3:22     |  |
| 13. | «Por salud mental»                       | 3:32     |  |
| 14. | «Te estabas tardando»                    | 3:43     |  |